# Eslovenia en los Juegos Europeos de Bakú 2015
Eslovenia participó en los Juegos Europeos de Bakú 2015 con una delegación de 83 deportistas. Responsable del equipo nacional fue el Comité Olímpico Esloveno, así como las federaciones deportivas nacionales de cada deporte con participación.
El portador de la bandera en la ceremonia de apertura fue el jugador de tenis de mesa Bojan Tokič.

## Medallistas
El equipo de Eslovenia obtuvo las siguientes medallas:
| Nombre | Deporte            | Competición         |
| --- | ------------------ | ------------------- |
| Oro |                    |                     |
| Sašo Bertoncelj | Gimnasia artística | Caballo con arcos M |
| Plata |                    |                     |
| Tina Trstenjak | Judo               | –63 kg F            |
| Bronce |                    |                     |
| Rok Drakšič | Judo               | –73 kg M            |
| Anamari Velenšek | Judo               | –78 kg F            |
| Klara Apotekar Vlora Beđeti Nina Milošević Petra Nareks Anka Pogačnik Tina Trstenjak Anamari Velenšek Kristina Vršič | Judo               | Equipo F            |